# المپیک پارک (لندن)
المپیک پارک (به انگلیسی: Olympic Park, London) یک مجموعه ورزشی در شهر لندن است که برای بازی‌های المپیک تابستانی ۲۰۱۲ طراحی و ساخته شده است.
این مجموعه پس از بازی‌های المپیک و در سال ۲۰۱۳ میلادی به پارک المپیک ملکه الیزابت تغییر نام خواهد یافت.

## ورزشگاه‌ها
- ورزشگاه المپیک
- مرکز ورزش‌های آبی لندن
- مرکز هاکی المپیک لندن
- سالن بسکتبال لندن
- سالن هندبال لندن
- ولوپارک لندن